# Micronia pluviosa
Micronia pluviosa är en fjärilsart som beskrevs av W. Warren 1897. Micronia pluviosa ingår i släktet Micronia och familjen Uraniidae. Inga underarter finns listade i Catalogue of Life.